# Bougy (Calvados)
Bougy ist eine französische Gemeinde mit 381 Einwohnern (Stand: 1. Januar 2022) im Département Calvados in der Region Normandie. Sie gehört zum Arrondissement Caen und zum Kanton Évrecy.
Seit 2012 gehört Bougy zur Gemeinde Val d'Odon (ein Zusammenschluss der Ortschaften Baron-sur-Odon, Evrecy, Éterville und Gavrus), die seit 1997 eine Partnerschaft mit Gaukönigshofen, einer Gemeinde im unterfränkischen Landkreis Würzburg, unterhält.

## Geografie
Bougy liegt rund 15 km südwestlich von Caen. Umgeben wird die Gemeinde von
- Gavrus im Norden,
- Esquay-Notre-Dame im Nordosten,
- Avenay im Osten,
- Évrecy im Südosten,
- Vacognes-Neuilly im Süden und Südwesten,
- Val d’Arry mit Le Locheur im Westen und Missy im Nordwesten.

## Bevölkerungsentwicklung
| Jahr                             | 1793 | 1836 | 1876 | 1926 | 1946 | 1968 | 1990 | 2008 |
| Einwohner                        | 138  | 160  | 120  | 106  | 80   | 115  | 256  | 424  |
| Quelle: Cassini, EHESS und INSEE |      |      |      |      |      |      |      |      |

## Sehenswürdigkeiten
- Kirche Saint-Pierre aus dem 14. Jahrhundert, Monument historique
- Schloss Bougy aus dem 18. Jahrhundert, Monument historique
- Lavoir (Waschhaus)

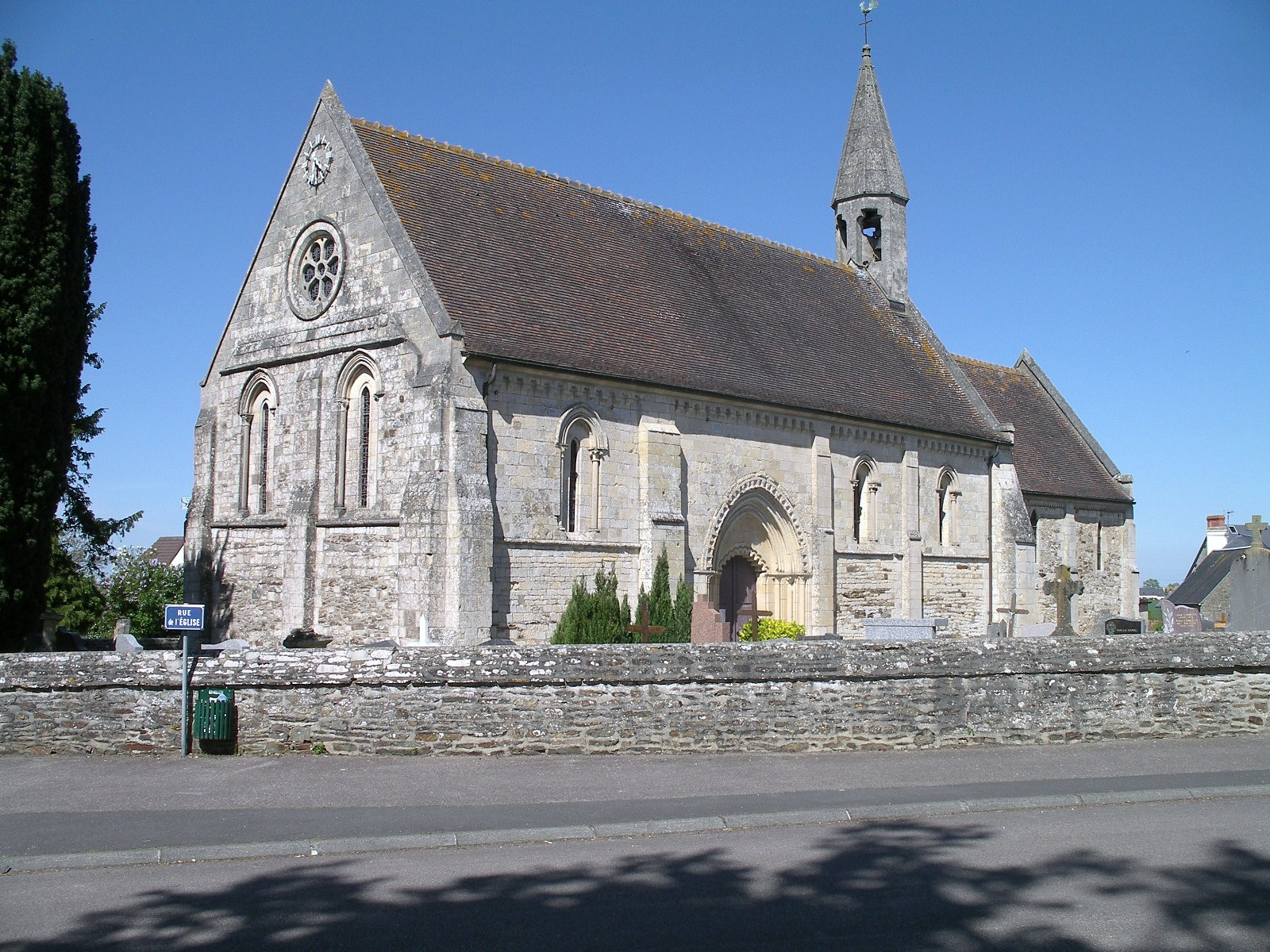
Kirche Saint-Pierre
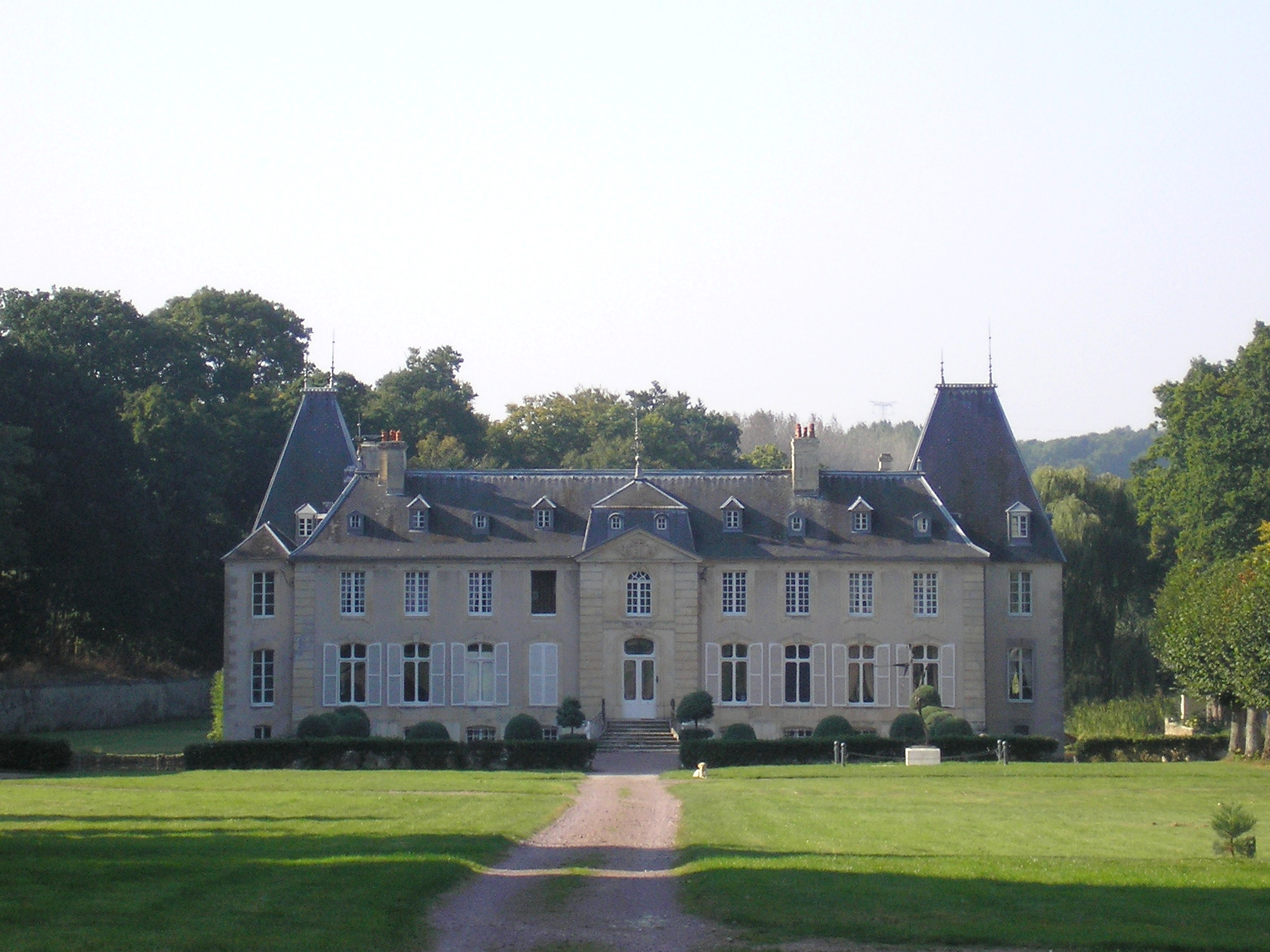
Schloss
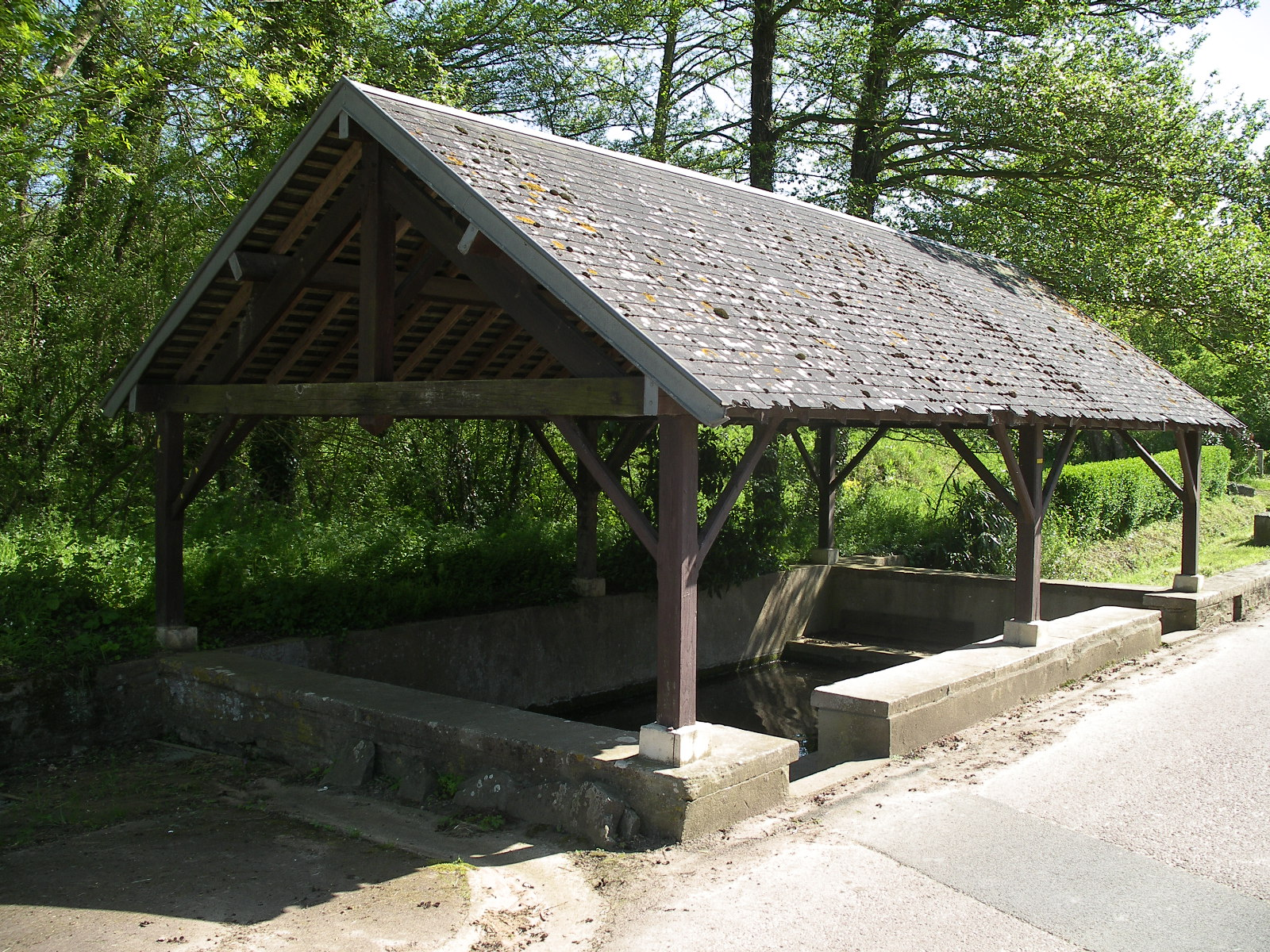
Waschhaus

## Persönlichkeiten
- Jean de Bougy (1617–1658), (le Reverend), Generalleutnant unter Louis XIV.
- Jean Jacques de Bougy de Calonges de Chaussade (1655–1744), mestre de camp im Régiment Colonel-Général cavalerie